# Fayetteville, North Carolina
Fayetteville är en stad i Cumberland County i den amerikanska delstaten North Carolina med en yta av 155,3 km² och en befolkning, som uppgår till 200 564 invånare (2010). Fayetteville är administrativ huvudort (county seat) i Cumberland County. 
Staden är belägen i den centrala delen av delstaten cirka 90 km söder om huvudstaden Raleigh och cirka 65 km nordost om gränsen till South Carolina.

## Kända personer från Fayetteville
- Dwayne Allen, utövare av amerikansk fotboll
- Ellen S. Baker, astronaut
- Chip Beck, golfspelare
- Frank Porter Graham, politiker och professor
- Brian Tyree Henry, skådespelare
- Henry Washington Hilliard, diplomat, militär och politiker
- Troy McLawhorn, rock- och metalgitarrist
- Brad Miller, politiker
- Julianne Moore, skådespelare och barnboksförfattare
- Hiram Rhodes Revels, politiker